# Burák

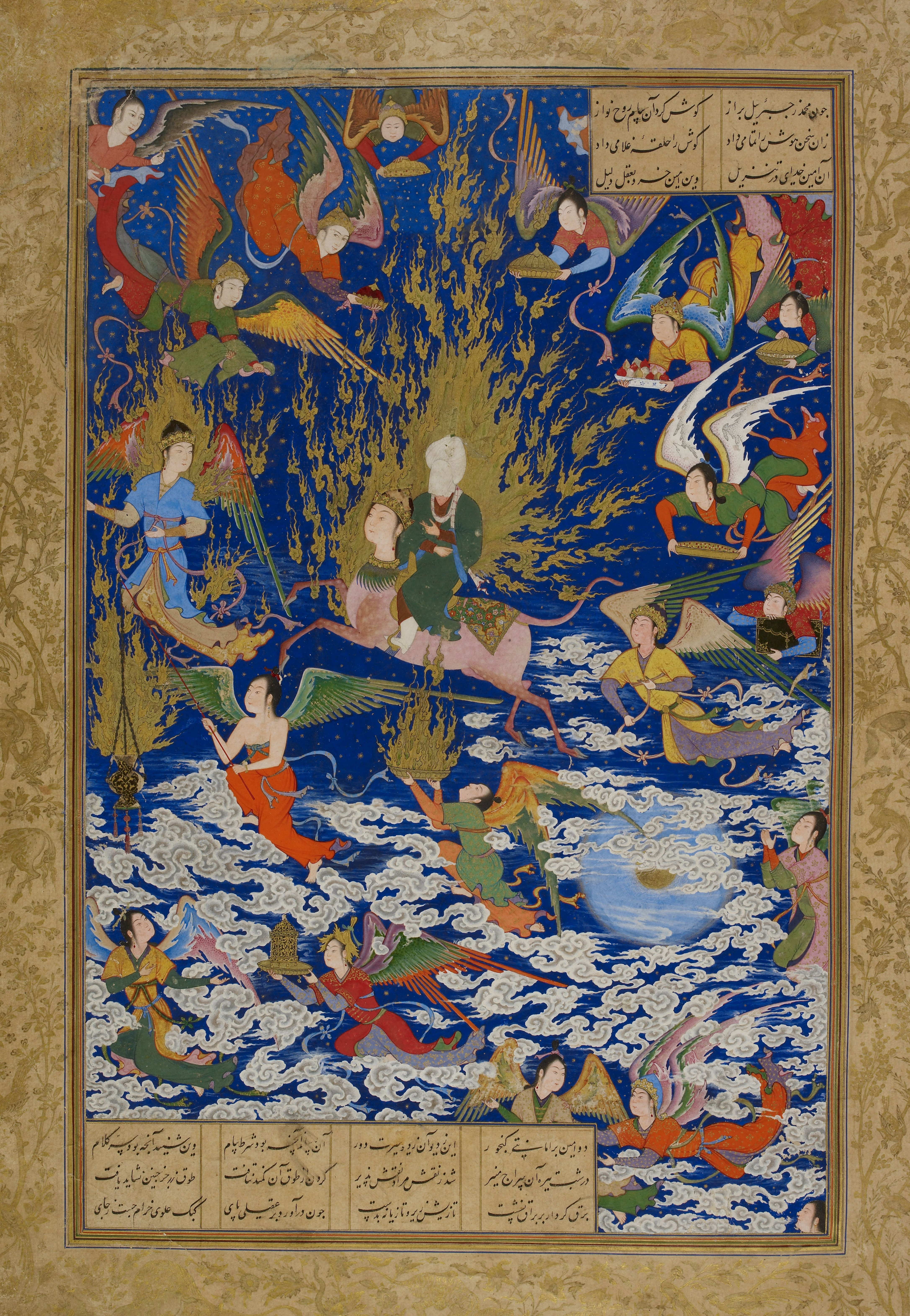
Mohamed a burák hátán; perzsa miniatúra, amelyet eredetileg Korezm királya, II. Mohamed készített, majd bekerült Nizámí híres Khamszéjébe, amely a perzsa sahok tulajdonába került. Ma a British Museum őrzi.

A burák (arabul: البُراق al-Burāq; jelentése: villám, ragyogás) egy isteni lény az iszlám mitológiában. A burák egy csodás paripa, amely a muzulmán hagyományok szerint Mohamed prófétának segített az úgynevezett éjszakai utazás (Iszra és Mirádzs) során. A Koránban ezt az utazást két különböző történet írja le. Az első az Iszra, amely a próféta utazását írja le Mekkából Jeruzsálembe egyetlen éjszaka leforgása alatt, a második a Mirádzs, amely a próféta mennyországi belépéséről szól. Maga a Korán nem tesz említést a burákról. Az éjszakai utazás részleteit a Korán elbeszéléseit magyarázó és kiegészítő hadíszok tartalmazzák, ezért a burák is ezekben merül fel elsőként. A csodálatos paripa már a legrégebbi hadíszokban is megjelent, részletes leírása és jellemzése mégis sok különbséget mutat az iszlám irodalomban.
A leggyakrabban a burákot fehér állatként írják le, amely termetre nagyobb, mint egy szamár, de kisebb, mint egy öszvér. Két szárnya van, amelyet a leírások leginkább az állat hátsó lábaihoz kötnek, és olyan gyors, hogy egyetlen lépésével eljuthat a látóhatár legtávolabbi pontjára is. A burákot nemcsak Mohamed prófétához köti az iszlám hagyomány, hanem Ábrahámhoz is. A régi hadíszok leírása mellett vannak olyan megállapítások is, amelyek szerint Mohamed és a burák történetét példabeszédként kell értelmezni, és nem a szöveg pontos jelentése alapján. A burák körülbelül a Kr. u. 14. századtól kezdve vált egyre népszerűbbé az iszlám művészetekben, főleg a perzsa miniatúra-festészetben.

## A név eredete
A burák nevének eredetére többféle magyarázat is létezik. Egyes nézetek szerint a szónak arab gyökerei vannak, és valóban azt jelenti, hogy ragyogó, fényes, ragyogás vagy villám. Mások szerint viszont a szó a perzsa بارَق; Barq szóból ered, ami hatalmat, hatalmasat jelent. Az éjszakai utazás isteni teremtményének nevére kidolgozott különböző eredeztetési elméletek mögött feltehetőleg a muszlim világ két nagy szárnyának, a síita és a szunnita irányzatnak az ellentéte áll. A burák név eredetére vonatkozóan más magyarázatok úgy vélekednek, hogy az esetleg az iszlám előtti korok hagyatékaként került be a szent iratokba, bár manapság ezt az álláspontot a tudósok elvetik. Ismételten más vélemények szerint a burák név az arab رفرف Rabrab szóból származik, amelynek jelentése: trón vagy ágy.

## A burák jellemzése, leírása

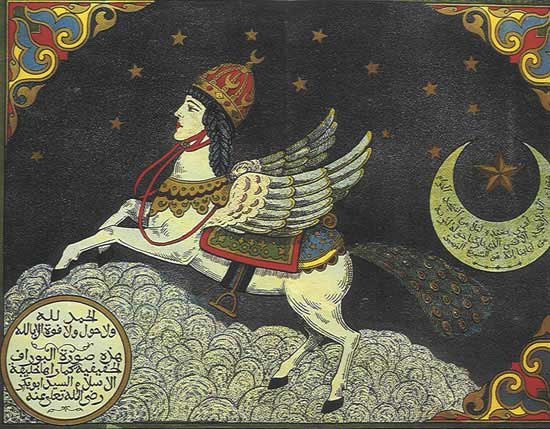
A burák ábrázolása a Mogul Birodalomból, 17. század.

Noha az iszlám forrásokban már nagyon régóta nyomon lehet követni a burákot, annak leírása, külseje és jelleme gyakran nagy különbségeket mutat az egyes muszlim szerzők esetében. A legáltalánosabban elfogadott leírás szerint a burák isteni teremtmény, a mennyország állata, amely nagyon gyors, teste hosszú, termetre pedig nagyobb mint egy szamár, és kisebb mint egy öszvér. Sörénye és szőre is fehér színű, amely a szent szöveg egyes értelmezői szerint a burák kivételes gyorsaságára és bölcsességére utal. A két hátsó lábánál vagy az oldalán két szárny található, és minden lépésével a látóhatár legtávolibb pontjára tudott eljutni.
A burák jellemzése azért vált az iszlám vallástudósainak, teológusainak is a központi elemévé, mert mindannyian Mohamed történetét írták meg, amelyben az éjszakai utazás, és ezzel együtt a burák csodálatos és titokzatos lénye is fontos szerepet játszik. Éppen ezért az iszlám legnagyobb szövegértelmezői rendre körülírták a mennyei teremtményt. Al-Tabari, az egyik legnevesebb perzsa történész és Korán-értelmező például a fentieket azzal egészítette ki, hogy a buráknak hosszú fülei vannak, amelyek hátrafelé lapulnak a mitológiai lény nyakára. A hosszú füleket később al-Maliki is megemlítette, de jellemzését megtoldotta azzal, hogy a burák hátsó lábai megnyúltak, amikor az egy hegyen haladt felfelé, majd amikor a völgynek fordult, hátsó lábai összementek, és a mellső lábai nyúltak meg. Al-Maliki ezzel is igyekezett érzékeltetni a burák gyorsaságát. Más leírások kiemelik a burák emberi természetét és jellemét. Több elbeszélés arról számol be, hogy a buráknak emberi arca volt, ezért azok, akik abban a megtiszteltetésben részesültek, hogy találkozhattak vele, megértették a beszédét.
Az éjszakai utazás csodája tulajdonképpen abban áll, hogy Mohamed próféta egyetlen éjszaka alatt megtette a Mekka és Jeruzsálem közötti hosszú utat. Ezt a Koránban lejegyzett csodálatos utazást magyarázzák a próféta önéletrajzával foglalkozó tudósok és a hadíszok a burák isteni képességeivel. Éppen ezért több neves szerző is úgy véli, hogy a burák szárnyainak vagy lábainak segítségével képes volt repülni. A leírásokat ábrázoló miniatúrák között akadnak olyanok, amelyek a burákot hosszú hátsó lábakkal és rövidebb „mellső lábakkal”, vagy inkább kezekkel ábrázolták, amikor repült. De ugyanezek a források már négy lábon festették meg a mennyei lényt, ha a földön járt. Rudi Paret, német iszlámkutató úgy véli, hogy a repülés csupán később, a nyugati kultúra hatására épült a burák jellemébe, és valójában a régi Korán-magyarázatok csak a mitológiai lény kivételes gyorsaságát akarták kiemelni a repülés képességével. Ezt támasztja alá az is, hogy a korai hadíszok leírásai, illetve a hozzájuk készült illusztrációk is szárny nélkül ábrázolták a burákot. A legrégebbi szövegek ráadásul Mohamed éjszakai utazásának csak az első felében, az úgynevezett Iszrában írnak a burák szerepéről. A Mirádzs történetében a próféta egy varázslatos létra segítségével lép be a mennyek országába, és később ennek segítségével közlekedik a mennyország hét szintje között is. A burák szárnyain való mennybéli utazás csak a későbbi korok értelmezéseiben jelent meg.
Több régi elbeszélés, iszlám festmény vagy miniatúra szerint a buráknak női vagy angyali arca volt, és pávatollas farka. Al-Tabriszi mindezt úgy írja le, hogy a buráknak tehén farka van, lábai olyanok, mint a tevéé, sörénye pedig olyan, mint a ló sörénye. Az előző leíráshoz hasonlóan közelíti meg a burák küllemét ibn-Balkhi, perzsa történész, hiszen ő is leírja, hogy a buráknak négy végtagja van, amelyek a tehén lábaira emlékeztetnek, és tehén farka (arabul: ذنب, deneb). Mindemellett ibn-Balkhi leírása újra egy emberhez hasonló lényt mutat be: szerinte a buráknak szakálla van, haja szép fürtökben lóg, fején pedig koronát visel.  Ezt a leírást támasztja alá, hogy mind a mai napig buráknak nevezik Iránban a perszepoliszi oszlopfőkön látható domborművek alakjait, amelyek egy tehén testű és farkú, de emberi arcú lényt ábrázolnak.
A nyugati irodalom és művészet is ismerte a burákot. Armand Abel, belga iszlámkutató tudományos szemszögből is vizsgálta a teremtményt, és elismerte annak létezését. A nyugati művészet mindazonáltal nőarcú lényként, vagy félig sas félig ló teremtményként ábrázolta. Ennek gyökereit feltehetően a görög és a babiloni mitológia hatásában kereshetjük, hiszen a nyugati ábrázolású burák alakokban felfedezhetjük a görög pegazus vagy a babiloni sédu jellegzetességeit.
A különböző leírások ismertetése után azt is meg kell említeni, hogy néhány nagynevű iszlám tudós (mint például Avicenna) úgy véli, hogy a burák létezése tulajdonképpen egyfajta példabeszéd, a Mirádzs allegóriája. Ezt az álláspontot azonban a hadíszok és a vallástudósok is mereven elutasítják.

## A burák szerepe az éjszakai utazásban

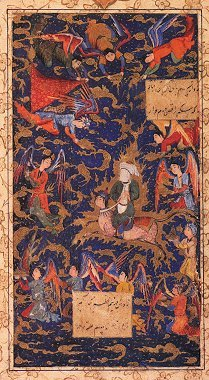
Mohamed próféta a burák hátán; egy 16. századi perzsa miniatúrán

A burák lénye elsőként azokban a Korán-magyarázatokban jelent meg, amelyek Mohamed próféta éjszakai utazásáról szólnak. A muzulmán hagyományok szerint az éjszakai utazásra, vagy Iszrára tizenkét évvel azután került sor, hogy Mohamed prófétává vált. A történet a próféta szülővárosában, Mekkában kezdődik, ahol Mohamed egyik unokatestvérének házában vendégeskedett. Miután a próféta elvégezte az éjjeli imáját, az isát, elment a város szent mecsetébe, az al-Haram Mecsetbe (arabul: مسجدالحرام). Itt váratlanul megnyílt az égbolt, és Gábriel arkangyal jelent meg Mohamed előtt. A legendák szerint az angyal megnyitotta a próféta mellkasát, kivette szívét, és megtisztította azt szentelt vízben. Ezután az arkangyal sérülés nélkül visszatette Mohamed szívét a helyére, és ezután a burákhoz vezette a prófétát. A muzulmán hagyományok szerint a csodálatos lény amint megérezte, hogy Mohamed fel akar ülni a hátára, megbokrosodott, és nem akarta elfogadni a prófétát saját nyergében. Gábriel ekkor a teremtmény sörényéhez hajolt, és a legendák szerint a következőt súgta oda a buráknak: „Óh, Burák, hát nem szégyelled magad! Allahra, még nem ült hátadon olyan teremtmény, aki kedvesebb Allah előtt, mint ez a férfi!” A szavak hallatán a burák felismerte Mohamedben a prófétát (arabul: راکب), és ezentúl engedelmeskedett a férfi minden akaratának.
Ezt követően Mohamed a burák szárnyain Gábriellel együtt a legtávolabbi mecsethez utazott. Ezt a távoli szent helyet nem írja pontosan körül a Korán eredeti szövege, mégis széles körben elfogadott tény, hogy a legtávolabbi mecset a jeruzsálemi al-Aksza mecsetet jelöli. Miután megérkeztek a legtávolabbi mecsethez, Mohamed kikötötte a burákot a mecset egyik falához, majd bement az al-Akszába, és imádkozni kezdett. Amint befejezte az imádságot, Gábriel újra megjelent a próféta előtt, és meghívta őt a mennyek országába, hogy találkozhasson Allahhal.
Ezt követően Mohamed éjszakai utazásának történetét már a Mirádzs meséli el, amelyben a burák szerepét is többen vitatják. Több elbeszélés azt írja, hogy a burák csak Mekka és Jeruzsálem között segítette Mohamedet, a mennyországba való belépést, és az ottani utazást más isteni eszköz segítette. Egyesek szerint ez az eszköz egy varázslatos létra (arabul: سُلَم) volt, mások szerint pedig maga Gábriel vitte be a prófétát a mennyek országába. A későbbi korok értelmezései azonban úgy vélik, hogy Mohamed utazásának története a szent mecsettől a legtávolabbi mecsetig szorosan összefügg a Mirádzs eseményeivel, és ezért jogosnak tartják a burák folytonosságának fenntartását ebben a történetben is. Ez egyben tehát azt jelenti, hogy az iszlám vallástudósok nagyobb része elfogadja, hogy a próféta a burák segítségével utazott a mennyországban a létra helyett.
Így tehát a próféta a burák hátán bejutott az első mennyországba, majd innen a másodikba, és így tovább, egészen a hetedik mennyországig, ahol Gábriel magára hagyta Mohamedet, és meghagyta neki, hogy folytassa útját egészen addig, amíg el nem éri Allah trónusát. A próféta valóban nagyon közel volt Allahhoz, de az arcát nem pillanthatta meg. Az elbeszélések szerint az Úr megmutatta Mohamednek a túlvilágot: a paradicsomot, amelyet az Allahhoz hűségesek érdemelnek meg, és a poklot, amely a bűnösöket sújtja majd. Mohamed megerősítette ígéretét az Úrnak, hogy prófétaként terjeszteni fogja Allah igéjét a földön. Ezt követően az Úr elbocsátotta Mohamedet, aki még aznap éjjel visszatért Mekkába a burák szárnyain.

## A burák szerepe más elbeszélésekben

### Ábrahámi történetek
Noha kétségtelen, hogy a burák az éjszakai utazás történetében kapta a legnagyobb szerepet, a muzulmán hagyományok és hadíszok is megemlítik, hogy volt egy másik próféta is, aki ülhetett az isteni teremtmény hátán. Az ábrahámi elbeszélések szerint maga Ábrahám utazott a burákon, amikor Mekkába utazott, hogy meglátogassa második feleségét, Hágárt és közös gyermeküket, Ismáelt. A muzulmán történet szerint amikor a nap felkelt, a burák megjelent Ábrahám táboránál, és elrepítette az ősatyát Mekkába. Az elbeszélések szerint Ábrahám már Hágárral és gyermekével együtt reggelizett. A nap nyugtával ismét megjelent burák, hogy vacsorára visszarepítse Ábrahámot Sárához.
Néhány hadísz Ábrahám utazásait azzal is megtoldotta, hogy Mohamed a burák hátán fog majd lovagolni az Armageddon napján.

### A burák a zsidó és keresztény írásokban
A keresztény és a zsidó vallás által az  Ószövetségben el nem fogadott, úgynevezett pszeudoepigráf iratok is említést tesznek egy olyan lényről, amely nagyon hasonlít a burákhoz, vagy legalábbis annak leírásához. Énokh könyve például egy fényes teremtmény érkezéséről számol be, amelynek szárnyai voltak, és felemelte őt a mennyek országába. Ez különösen érdekes, ha figyelembe vesszük azt az összefüggést, hogy a burák szó jelentése arab nyelven fényes, ragyogó. A mirádzs történetéhez hasonló elbeszéléssel találkozhatunk Ábrahám könyvében is. Ebben a történetben Mihály arkangyal viszi el Ábrahámot a mennyek országába. Az angyal egy szárnyas lények vontatta fogaton vitte Ábrahámot a túlvilági utazásra.
Emellett feltehetőleg a héber Barak név (héberül: ברק) gyökerei is a buráktól erednek.

## A burák megjelenése az iszlám művészetben

### Arab kultúra
Az iszlám kultúra bölcsője mindenképpen a vallás kialakulásának ősi területeihez köthető, vagyis általánosságban az Arab-félsziget országai a leginkább meghatározóak az iszlám irodalom és művészet terén.
Mindezek ellenére el kell ismerni, hogy a burák ez alól kivételt képez. A csodálatos mitológiai lény az arab művészetekben csak elvétve fordul elő, és akkor is szinte kizárólag valamelyik hadísz szerzője ír Mohamed próféta legendás hátasáról. A burák sokkal mélyebben érintette a perzsa művészetet, mint az arabot. Ez a festészet területén mindenképpen érthető, hiszen a szunnita hagyományok szigorúan elzárkóznak a vallási témájú festmények elől.
Ugyan a burák az arab irodalomban szinte alig jelenik meg, mégis az iszlám korai évszázadainak arab szerzői voltak azok, akik Korán-értelmezéseikben megalkották a burákot, és igyekeztek pontosan körülírni az isteni lényt. Nagyrészt ezen hadíszok, és értelmezések jellemzéseit találhatjuk meg a cikk előző pontjaiban. 

Többek között a neves 10. századi arab költő, Mutanabbí is jellemezte a burákot. Leírásában a burákot leginkább egy lóhoz hasonlította, és kitért arra, hogy a lovak azok a teremtmények, amelyek kiemelkedően fontosak az arab kultúrában. Az iszlám világban a lovak a nemesek hátasai. Hercegek és uralkodók ülnek nyergeikbe, hogy győzelemre vezessék hadaikat. A költő ezzel próbálta kifejezni a burák nemes vonásait.
Ugyan széles körben elfogadott tény az arab irodalom berkein belül is, hogy a burák jelleme magában hordja a szerelmes, romantikus témájú költészet és epika lehetőségét, az mégsem vált jellemzővé Arábiában.

### Perzsa művészet
Az arab világ kultúrájától alapvetően más fejlődési utat járt végig az egykori Perzsa Birodalom  helyére lépő Irán. Nemcsak kulturális és történelmi öröksége különbözik az Arab-félsziget országaitól, hanem bizonyos mértékben a vallás tekintetében is más régióról beszélhetünk. A mai Irán az iszlám síita ágának legnagyobb követője. Művészeti területen kiemelkedő a perzsa miniatúrafestészet, amely olyan vallási jeleneteket is ábrázol, amelyeket az arab festészetben nem találunk meg az iszlám szigorú előírásai miatt.

#### Miniatúrafestészet

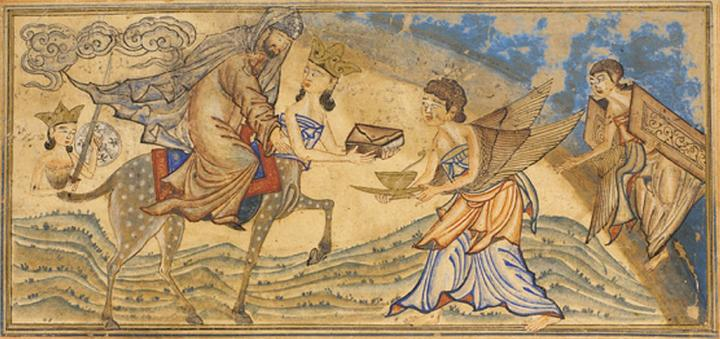
Mohamed próféta a burák hátán; Hamadani miniatúrája a Dzsami al-Tawarikh oldalairól, 1335-ből az első olyan miniatúra, amely a burákot ábrázolja

A miniatúrafestészet feltehetőleg Bizánc hatására alakult ki Perzsiában, de annak sajátos, egyedi módszerei csak a 13. századra alakultak ki. A perzsa miniatúrák a műfaj legremekebb alkotásai közé emelkedtek, amelynek fő oka az, hogy a perzsa módszer jobban konzerválta a képeket, mint az európai technikák. Perzsia területén a miniatúrafestészet a 15.-16. században  élte fénykorát, de a 14. századtól kezdve jellemző a Korán mitológiai lényeinek ábrázolása. Elsősorban az antik világ mitológiai témájú szobrai, mozaikjai és festményei hatottak a perzsa művészekre.
A burák az egyik legjelentősebb iszlám mitológiai alak, így az a miniatúrafestészet fejlődésével együtt egyre több képen kapott szerepet. A hadíszok elbeszélései és leírásai mellett leginkább az antik világ mitológiai lényei (a griff, a szfinx vagy a kentaur) inspirálták a burák alakba öntését. A mai napig ismert legkorábbi mű, amelyen a burák is megjelenik 1335-ből való, és Rasid-al-Din Hamadani, zsidó származású perzsa történetíró és orvos Dzsami al-Tawarikh című művében található, amelyet ma az Edinburgh-i Egyetem könyvtárában őriznek. A síita festészet illetve szobrászat is gyakran használta fel a burák alakját az Asúra napjának ünnepségeihez. Az ünnepségek díszleteihez a perzsa sah udvara is több festményt és szobrot készíttetett, amelyeken a burák általában a próféta lovaként, arkangyalként vagy más szimbolikus lényként jelent meg.

## Burák egyéb vonatkozásai

### A Burák Fal

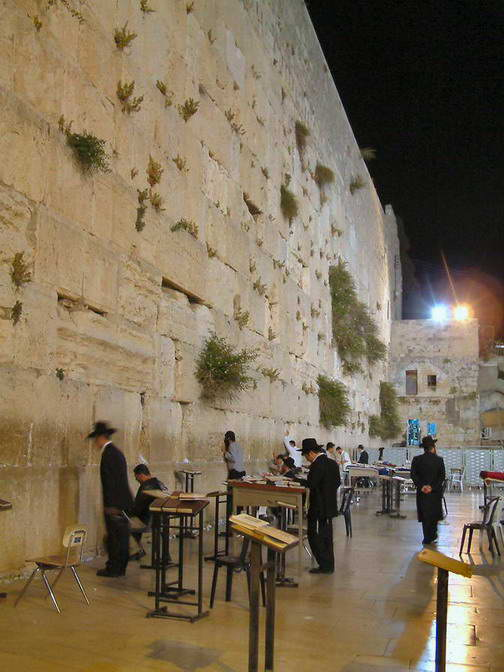
A Siratófal éjjel

A hadíszok elbeszélése alapján az Iszra történetének végén, amikor Mohamed próféta megérkezik Jeruzsálembe, megköti a burákot a mecset oldalánál. Ez a régi feljegyzés vált az alapjává annak, hogy az 1920-as években a palesztin mandátumterületen egyre gyakrabban nevezték a Siratófalat, a zsidók egyik legfontosabb kegyhelyét, Burák Falnak, azaz arabul  البراق; Hā'it Al-Burāq-nak. A muzulmánok úgy tartják, hogy a Siratófal, vagy nyugati fal, valójában nem a zsidó Második Templom fennmaradt része, hanem az ősi al-Aksza mecset fala, amelyhez az Iszra idején Mohamed kikötötte a burákot. Az iszlám hagyományai szerint a próféta megáldotta azt a területet, ahonnan Allah akarata szerint beléphetett a mennyek országába, éppen ezért a mai Jeruzsálem óvárosában álló Siratófal a muzulmánok számára éppen olyan fontos vallási helyszín, mint a zsidók számára. Miután a fal mindkét vallás követői számára kiemelkedő fontossággal bír, ezért birtoklásáért többször is fegyveres összetűzésre került sor a zsidók és a palesztinai muzulmánok között. Ma a fal a négy részre osztott jeruzsálemi óvárosban látható, a zsidó negyedben.

### Burák neve korunkban
Az iszlám világban a burák neve tehát nemcsak a Korán tanításával, a hadíszok és más iszlám vallástudósok értelmezéseivel és elbeszéléseivel terjedt el, hanem a csodálatos mitológiai lény beszűrődött a muzulmán emberek hagyományaiba és mindennapi gondolkodásába. Éppen ezért az isteni teremtmény neve lassan megjelent a mindennapi életben is. Erre a legkiválóbb példa az, hogy a burák nevéből származik a török Burak férfikeresztnév.
Emellett a burák az iszlám világ több cégének is kölcsönözte a nevét. Ezek között két légitársaságot is találhatunk. Az egyik a líbiai Buraq Air, amelynek járatai a Közel-Kelet hat országába közlekednek. A másik légitársaság az indonéziai Bouraq Indonesia Airlines volt, amely 2006 márciusában szüntette be működését. A légitársaságok mellett szintén a burák nevét választotta a pakisztáni Buraq Express, amely Karacsi és Ravalpindi városai között közlekedik. Pakisztánban működik a Radio Buraq FM 104-105 rádióállomás is.

## Fordítás
- Ez a szócikk részben vagy egészben  a(z)   براق című perzsa Wikipédia-szócikk fordításán alapul.  Az eredeti cikk szerkesztőit annak laptörténete sorolja fel. Ez a jelzés csupán a megfogalmazás eredetét és a szerzői jogokat jelzi, nem szolgál a cikkben szereplő információk forrásmegjelöléseként.